# Simon Nkoli
Simon Tseko Nkoli (Soweto, 26 de noviembre de 1957 – Johannesburgo, 30 de noviembre de 1998) fue un activista contra el apartheid, a favor de los derechos LGBT y contra el sida de Sudáfrica.

## Vida

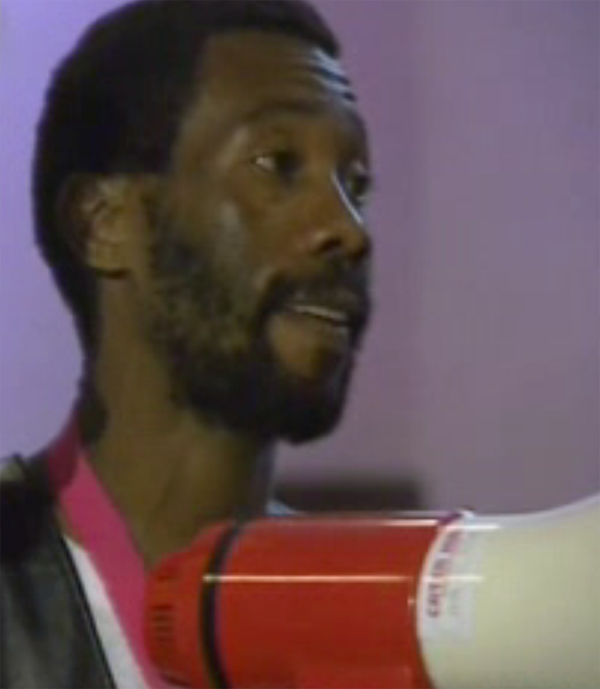
Simon Nkoli en la primera marcha gay por la libertad en África (13 de octubre de 1990) en Braamfontein, Johannesburgo, Sudáfrica

Nkoli nació en Soweto, en una familia hablante de sesotho. Creció en una granja en la Provincia del Estado Libre y se trasladó con su familia más tarde a Sebokeng. Nkoli se convirtió en un joven activista contra el apartheid uniéndose al Congress of South African Students (COSAS) y al United Democratic Front. 
En 1983 se unió a la Gay Association of South Africa, que estaba formada mayoritariamente por blancos, formando posteriormente el Saturday Group, el primer grupo gay formado por negros de África.
Nkoli realizó discursos en concentraciones para apoyar el boicot a los alquileres del township de Vaal y en 1984 fue arrestado, enfrentándose a la pena de muerte por traición, junto con otros veintiún líderes políticos en el Juicio por traición de Delmas, entre los que se encontraban Popo Molefe y Patrick Lekota, conocidos colectivamente como los Delmas 22. Saliendo del armario en prisión, ayudó a cambiar la actitud del Congreso Nacional Africano en relación con los derechos de los gays. Fue absuelto y liberado en 1988.
Fundó la Gay and Lesbian Organisation de Witwatersrand en 1988. Viajó mucho y recibió diversos premios de Derechos Humanos en Europa y América del Norte. Fue miembro de la dirección de la Asociación Internacional de Gays y Lesbianas, en representación de la región africana.
Fue uno de los primeros activistas gays que se entrevistó con el presidente Nelson Mandela en 1994. Ayudó en la campaña a favor de la inclusión de la protección contra la discriminación en la Constitución de Sudáfrica de 1994 y de la revocación de la ley de sodomía.
Tras convertirse en uno de los primeros gays africanos en declarar públicamente estar infectado por el HIV, inició el grupo Positive African Men, con base en el centro de Johannesburgo. Vivió infectado por el HIV doce años, pasando temporadas gravemente enfermo los últimos cuatro. Murió de sida en 1998 en Johannesburgo.

## Homenajes
Hay una calle Simon Nkoli en Ámsterdam y un día de Simon Nkoli en San Francisco. Inauguró los primeros Gay Games en Nueva York y fue nombrado «freeman» de la ciudad por el alcalde David Dinkins. En 1996, Nkoli recibió el premio Stonewall Award en el Royal Albert Hall de Londres.
El cineasta canadiense John Greyson hizo un corto sobre Nkoli titulado A Moffie Called Simon en 1987. Nikoli también aparece en la obra de 2003 de Robert Colman, Your Loving Simon y en la película de 2002 de Beverley Ditsie Simon & I. La película de John Greyson, Fig Trees (2009), un híbrido entre documental y ópera incluye referencias al activismo de Nkoli.